# Szatan

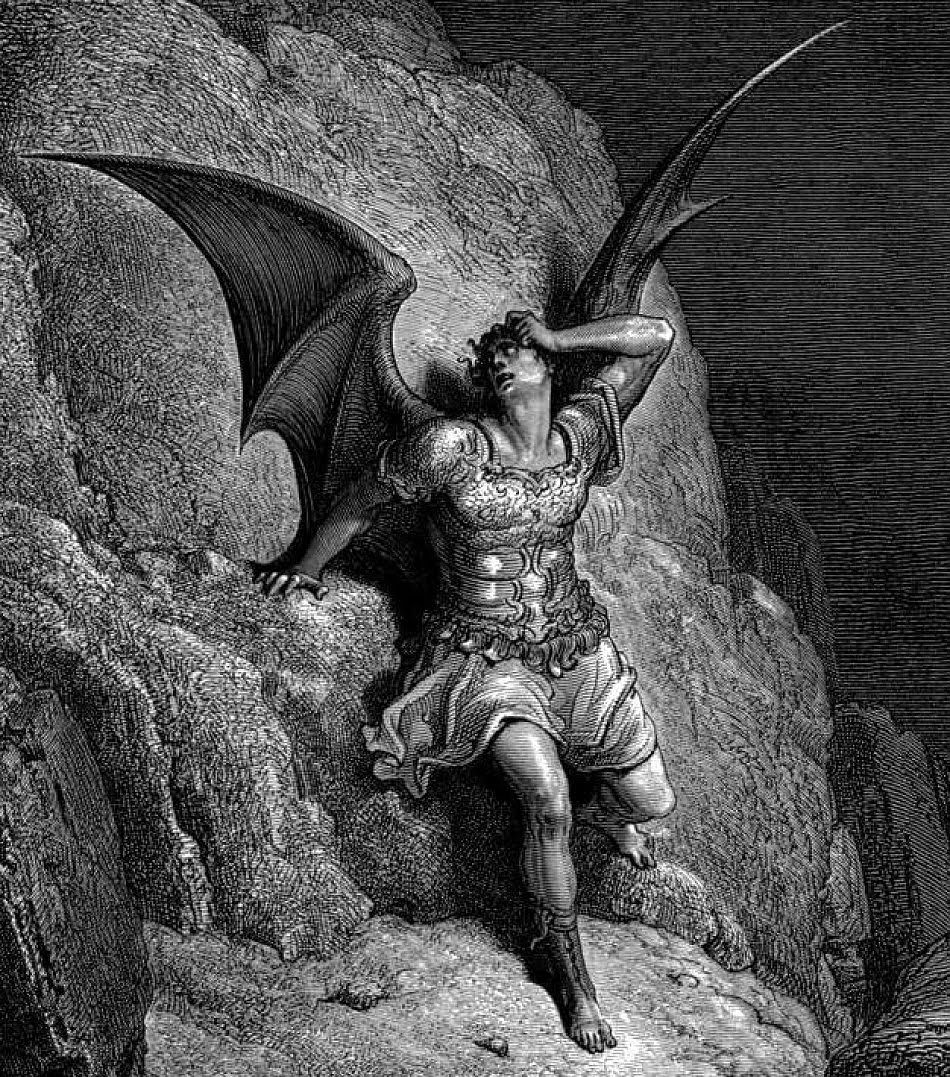
Szatan grafika Gustawa Doré

Szatan (hebr. ‏שטן‎, satan – ‘przeciwnik’, ‘oskarżyciel’, ‘oszczerca’; gr. Σατανᾶς, Satanás; arab. ‏شيطان‎, Szajtan) – w chrześcijaństwie, judaizmie i islamie jest to jeden z aniołów, który zbuntował się przeciwko Bogu i pociągnął do buntu inne anioły, główny sprawca zła na świecie. Niekiedy bywa utożsamiany z Lucyferem lub Belzebubem. Najczęściej uważany jest za najwyższego rangą demona, przywódcę wszystkich złych duchów. Inne imiona Szatana to: Mastema, Gadriel, Satan, Satanael, Samaël, Samiel, i anioł Edomu. W tradycji rabinicznej nosi on przydomek „szpetny”.
Słowo „szatan” (pisane małą literą) może też być rozumiane jako ogólne określenie każdego upadłego anioła (diabła, demona), a nie tylko najwyższego rangą. Poza tym ten termin tłumaczy się czasem jako symbol, personifikację zła.

## Judaizm

### Lb 22, 22-35
Termin „szatan” po raz pierwszy pojawia się w Księdze Liczb 22, 22-35 w wersecie 22 i 32:

22 Jego wyjazd rozpalił gniew Pana i anioł Pana stanął na drodze przeciw niemu, by go zatrzymać. On zaś w towarzystwie dwóch sług jechał na swojej oślicy. 23 Gdy oślica zobaczyła anioła Pana stojącego z wyciągniętym mieczem na drodze, zboczyła z drogi i poszła w pole. Balaam uderzył ją, chcąc zawrócić na właściwą drogę. 24 Wtedy stanął anioł Pana na ciasnej drodze między winnicami, a mur był z jednej i z drugiej strony. 25 Gdy oślica zobaczyła anioła Pana, przyparła do muru i przytarła nogę Balaama do tego muru, a on ponownie zaczął bić oślicę. 26 Anioł posunął się dalej i stanął w miejscu tak ciasnym, że nie było można go wyminąć ani z prawej, ani też z lewej strony. 27 Gdy oślica ujrzała znowu anioła Pana, położyła się pod Balaamem. Rozgniewał się więc Balaam bardzo i zaczął okładać oślicę kijem. 28 Wówczas otworzył Pan usta oślicy, i rzekła do Balaama: «Cóż ci uczyniłam, żeś mnie zbił już trzy razy?» 29 Balaam odpowiedział oślicy: «Dlatego żeś sobie drwiła ze mnie. Gdybym tak miał miecz w ręku, już bym cię zabił!» 30 Oślica jednak rzekła do Balaama: «Czyż nie jestem twoją oślicą, na której jeździsz, odkąd jesteś, aż po dzień dzisiejszy? Czyż miałam zwyczaj czynić ci coś podobnego?» Odpowiedział: «Nie!» 31 Wtedy otworzył Pan oczy Balaama i zobaczył on anioła Pana, stojącego na drodze z obnażonym mieczem w ręku. Ukląkł więc i oddał pokłon twarzą do ziemi. 32 Anioł zaś Pana rzekł do niego: «Czemu aż trzy razy zbiłeś swoją oślicę? Ja jestem tym, który przyszedł, aby ci bronić przejazdu, albowiem droga twoja jest dla ciebie zgubna. 33 Oślica ujrzała mnie i trzy razy usunęła się z drogi. Gdyby się nie usunęła, byłbym cię dawno zabił, a ją przy życiu zostawił». 34 Rzekł więc Balaam do anioła Pana: «Zgrzeszyłem. Nie wiedziałem, że ty stanąłeś przeciwko mnie na drodze. Teraz jednak, gdy wiem, że ci się droga moja nie podoba, chcę wracać». 35 Lecz anioł Pana rzekł do Balaama: «Idź z tymi mężami, ale nie mów nic innego ponad to, co ci powiem». Poszedł więc Balaam z książętami Balaka.

Anioł Jahwe staje jako przeciwnik wobec Balaama. Wobec człowieka przyjmuje postawę grożącą, która ma powiedzieć człowiekowi, że jeśli będzie występował przeciwko woli Boga, zostanie ukarany. Więc zadaniem szatana nie było ukaranie, a objawienie woli Bożej. W jego działaniu mamy element oskarżenia i sądu typowy dla szatana, który grozi śmiercią zasugerowaną za pomocą miecza.

### Dalsze odniesienia
Termin „szatan” początkowo oznaczał przeciwnika i odnoszony był do ludzi (np. 1 Sm 29,4; 1 Krl 5,18).
W Starym Testamencie pojęcie Szatana pojawia się w znaczeniu przeciwnik, nieprzyjaciel, przeszkoda na drodze. Szatan występuje też jako oskarżyciel przed Bogiem. Jest przeciwnikiem Boga Jahwe.
W późniejszym okresie Szatana łączy się z demonami jako jego poddanymi. Demony, zgodnie z zapisem w apokryficznej 1 Księdze Henocha, miały powstać z „bezprawnego obcowania aniołów z kobietami ludzkimi”. Wtedy Szatana zaczyna się uważać za personifikację zła, podobną do perskiego Arymana.
Według Talmudu Szatan został stworzony szóstego dnia stworzenia. Pierwotnie był potężnym aniołem, wodzem chóru serafinów oraz cnót. Szatan zgodnie z popularnymi wyobrażeniami, ma dwa skrzydła. Jednak jako serafin powinien być przedstawiany jako istota z trzema parami skrzydeł. Wedle literatury rabinicznej ze względu na to, że suma liter hebrajskich (będących jednocześnie cyframi) zawartych w słowie Szatan wynosi 364, może on oskarżać tylko przez tyle dni w roku. Nie może natomiast oskarżać podczas święta Jom Kippur.

## Chrześcijaństwo
Według Ewangelii Mateusza, w rozmowach z Jezusem faryzeusze odnosili się do istnienia przywódcy demonów, władcy złych duchów (por. Mt 9,34; 12,24), a Jezus nie zaprzeczał tym wypowiedziom. Mówił o władztwie szatana jako o państwie czy panowaniu, co sugeruje pewien porządek hierarchiczny. Podobnie w wizji Sądu Ostatecznego: ogień przygotowany diabłu i jego aniołom, w Księdze Apokalipsy jest mowa o Smoku i jego aniołach. Paweł z Tarsu podaje następujące nazwy: Zwierzchności, władze, rządcy świata ciemności (Ef 6,11-12).
W przeciwieństwie do Nowego Testamentu, w Starym Testamencie określenie to oznacza funkcję, nie imię, a upadły anioł wypełniający tę funkcję traktowany jest tam jako źródło zła i nieprzyjaciel Boga, kusiciel człowieka. Symboliści uznają te istoty za symbole zła, realiści Kościoła katolickiego mówią zaś o jak najbardziej osobowej egzystencji Szatana. Realizm dotyczący osoby Szatana jest oficjalną nauką Kościoła. W Nowym Testamencie pozycja Szatana, jako przeciwnika Boga i nieprzyjaciela rodzaju ludzkiego, zostaje poszerzona o rolę przeciwnika w dziele zbawienia dokonywanym przez Jezusa Chrystusa (Mt 16,21-23, Mk 4,15) oraz rolę przeciwnika wspólnoty chrześcijańskiej (Ap 12,17).
Nazywany jest „oskarżycielem”, „władcą tego świata”, „władcą mocarstw powietrza”, „diabłem”, „nieprzyjacielem”, „Złym”, „Belzebubem”, „złym duchem”, „duchem nieczystym”, „kłamcą”, „ojcem kłamstwa”, „zabójcą”, „Wężem”, „wężem starodawnym”, „Smokiem”, „władcą ognia piekielnego”. Może być utożsamiany z wyszydzanym w 14 rozdziale Księgi Izajasza Królem Babilonu.

## Teologia chrześcijańska o Szatanie
Treść tej sekcji może nie być zgodna z zasadami neutralnego punktu widzenia.
Dokładniejsze informacje o tym, co należy poprawić, być może znajdują się w dyskusji tej sekcji.
 Po wyeliminowaniu niedoskonałości należy usunąć szablon {{Dopracować}} z tej sekcji.
Problem Szatana w chrześcijaństwie odzwierciedla pytanie o początek zła. Szatan jest w tej religii głównym sprawcą zarówno wszystkich niemoralnych uczynków ludzi w całej historii istnienia człowieka na ziemi, jak i wystąpienia cierpienia oraz śmierci. Według teologii chrześcijańskiej Szatan, będąc istotą duchową stworzoną przez Boga i obdarzoną wolnością wyboru, odrzucił w sposób nieodwracalny i ostateczny swój związek z Bogiem poprzez grzech pychy. Szatan zbuntował przeciw Bogu także inne anioły. Teologia chrześcijańska głosi, iż nieodwracalność decyzji Diabła wynika z najdoskonalszego stopnia poznania Boga ze wszystkich stworzonych istot. Działalność Szatana i innych zbuntowanych aniołów jest ograniczona do Dnia Sądu Ostatecznego nad Światem, po którym wszystkie jego czyny mają zostać osądzone przez Boga. Działanie Szatana, polegające na zerwaniu więzi człowieka z Bogiem poprzez okazywanie nieufności wobec niego i łamania jego przykazań, związane jest z niezaspokojonym pragnieniem kultu siebie samego, nienawiści do Boga i wszystkich jego stworzeń. Według teologii chrześcijańskiej dzięki działalności Jezusa Chrystusa wymierzonej przeciwko Szatanowi możliwe jest uzyskanie życia wiecznego przez ludzi po śmierci.
O Szatanie i jego roli w dziejach ludzkości (również przyszłych) jest mowa m.in. w Księdze Rodzaju oraz Apokalipsie świętego Jana (spisana na greckiej wyspie Patmos).

### Wpływ Szatana
Według chrześcijan szatan może ingerować w życie człowieka na wiele różnych sposobów i na wielu różnych poziomach, w sposób zwyczajny oraz nadzwyczajny. Zwyczajny sposób działania szatana to kuszenie człowieka do grzechu – poddawany jest mu każdy człowiek.
Zgodnie z teologią chrześcijańską szatani (duchy nieczyste) mają dostęp do ludzkiej pamięci, zmysłów i wyobraźni (poprzez obrazy i sugestie), ponieważ są to władze cielesne człowieka, nie mają jednak władzy nad wolną wolą ludzi ani ich intelektem (które są władzami duchowymi), nie znają też tajników ludzkiego sumienia. W wypadku zwykłych pokus za kluczową uznaje się walkę o pamięć i wyobraźnię człowieka. Duchy nieczyste, jako byty stworzone, nie mogą znać ludzkich myśli.
Gabriel Amorth, egzorcysta, sporządził klasyfikację nadzwyczajnego wpływu Szatana:
- Dręczenie (nękanie) diabelskie – to działanie demona na daną osobę poprzez cierpienia na poziomie zdrowia fizycznego, życia osobistego i zawodowego, komplikacje spraw materialnych.
- Obsesje, posiadanie diabelskie – zaburzenia w zachowaniu człowieka wyrażające się w braku równowagi duchowej, psychicznej i emocjonalnej wskutek ataków szatana. Zły duch powoduje takie udręki wewnętrzne, by sparaliżować duchowo człowieka. Mogą objawiać się poprzez natarczywe myśli, koszmary senne, tendencje samobójcze, samookaleczenia itd.
- Nawiedzenie diabelskie, opresje – działanie przejawiające się w miejscach lub rzeczach; np. nękanie wskutek praktyk okultystycznych dotykających miejsc, w których się one odbywały, oraz wykorzystanych przedmiotów (narzędzi magicznych, amuletów itd.). Dotyczy to także zainfekowania urokiem lub przekleństwem rzeczy, mieszkań i zwierząt. To różne formy zewnętrznego nękania przez szatana, jak np. niewytłumaczalne zjawiska, hałasy, przemieszczanie się przedmiotów, odgłosy niewiadomego pochodzenia.
- Uzależnienie i podporządkowanie – stan osób, które oddały się szatanowi, podpisując z nim pakt, i stały się jego niewolnikami.
- Opętanie diabelskie – najcięższy stopień ingerencji demonicznej, wejście złego ducha w człowieka i zawładnięcie jego ciałem (nie duszą). W pewnych okolicznościach (np. wobec świętości) diabeł manifestuje swoją obecność poprzez agresywne gesty, wulgarność, obrazoburstwo. Może wystąpić m.in. wskutek paktu szatańskiego (dobrowolne oddanie się Diabłu), poprzez trwanie w grzechu, wskutek rzucania przekleństw i uroków itd.
- Działania zewnętrzne – ciosy i nękanie przez Szatana, które można odnaleźć w życiu takich ludzi, jak Jan Vianney, ojciec Pio lub Marta Robin.

### Walka duchowa
W Kościele katolickim za oręże zwyczajne chrześcijanina w walce duchowej uznawane są:
- bliskie zjednoczenie z Bogiem (trwanie w łasce uświęcającej),
- modlitwa – szczególnie przez wstawiennictwo Najświętszej Maryi Panny i św. Michała Archanioła,
- post (wstrzemięźliwość od pokarmu),
- sakramenty – głównie spowiedź i Eucharystia,
- sakramentalia ustanowione przez Kościół (Anioł Pański; różaniec; lektura i medytacja biblijna; droga krzyżowa; krucyfiks; obrazy Najświętszej Maryi Panny, Jezusa i świętych; medaliki poświęcone przez Kościół, zwłaszcza Cudowny Medalik św. Katarzyny Laboure oraz medalik św. Benedykta, w którego błogosławieństwie zawiera się egzorcyzm; egzorcyzmowana sól, olej i woda święcona).

Orężem nadzwyczajnym są egzorcyzmy.

## Islam
W islamie jedno z imion Szajtana (Szatana), przywódcy zbuntowanych dżinnów, to Iblis. Został on wygnany z nieba, gdy odmówił złożenia hołdu Adamowi, pierwszemu człowiekowi (por. Azazel). Pozwolono mu pozostać na ziemi, aby wodził ludzi na pokuszenie i wystawiał ich na próbę. Jego pierwszymi ofiarami byli Adam i Hawwa (Ewa). Próbował także zwieść Mahometa, dyktując mu nieprawdziwe wersety Koranu, tzw. szatańskie wersety. Pojawia się wszędzie tam, gdzie łatwo o występek (na bazarach, w łaźniach, przy muzyce i śpiewie) oraz tam, gdzie znajdują się nieczystości.
W ludowych wierzeniach muzułmańskich Szatan (arab. شيطان Szajtan) to przede wszystkim zły duch szkodzący ludziom, utożsamiany zwykle z dżinnami.
Dla niektórych fundamentalistów muzułmańskich, zwłaszcza w Iranie, Wielki Szatan to określenie Stanów Zjednoczonych, a Mały Szatan – Izraela.
W mitologii kabardyńskiej (Kaukaz) występuje księżniczka o imieniu Satanei (w cyrylicy Сатаней), nie jest ono jednak kojarzone z szatanem jako takim.

## Szatan a zły bóg Aryman
Wpływ na wygląd dzisiejszego szatana miał dualistyczny zaratusztriański zły bóg Aryman czy inaczej Angra Mainju. Z tym poglądem nie zgadza się profesor historii ks. Krzysztof Tadeusz Kościelniak, który nazywa go „uproszczeniem metodologiczno-historycznym”:

Rzeczywiście na poziomie biblijnej nauki o złych duchach można zaobserwować terminologiczno-etymologiczne i treściowe podobieństwa do demonologii zaratusztriańskiej, które bynajmniej nie są ani repliką, ani modyfikacją wierzeń perskich.